# Petter Høvik
Petter Høvik (Trondheim, 21 agosto 1991) è un giocatore di calcio a 5 ed ex calciatore norvegese, difensore dell'Utleira.

## Carriera
Cresciuto nelle giovanili del Byåsen, ha avuto l'opportunità di giocare anche per la prima squadra, militante in 2. divisjon. Dalla stagione 2011-2012 ha giocato anche nella Futsal Eliteserie, massima divisione del campionato norvegese di calcio a 5, con la maglia del Vegakameratene: il calendario della stessa riempie i mesi invernali, in cui il calcio è fermo, poiché strutturato seguendo l'anno solare. Il 13 agosto 2011 ha esordito nella Coppa UEFA, nella vittoria della sua squadra sul Varna col punteggio di 3-5.
L'11 febbraio 2013 ha esordito per la Nazionale di calcio a 5 norvegese, in occasione della sconfitta per 10-1 subita contro la Spagna.
È rimasto in forza al Byåsen fino al mese di agosto 2013, quando è passato al Frigg. Ha debuttato in squadra il 20 agosto, schierato titolare nel 2-0 inflitto al Tønsberg. Nelle pause invernali dei campionati, ha continuato a giocare per il Vegakameratene, restandovi fino al 2014 e vincendo tre titoli nazionali.
In vista della 2. divisjon 2014, Høvik ha firmato per il KFUM Oslo, compagine che aveva un'omonima sezione riservata al calcio a 5, da cui avrebbe giocato dalla fine di quello stesso anno.
Ha lasciato il KFUM Oslo al termine del campionato 2015, chiuso con la promozione della squadra in 1. divisjon. Høvik si è accordato allora con il Lyn Oslo, in 3. divisjon. Ha continuato invece a giocare per il KFUM Oslo nel calcio a 5.
Il 16 novembre 2016 è stato incluso tra i convocati del commissario tecnico Sergio Gargelli per l'imminente Nordic Futsal Cup. La Norvegia si è classificata al 4º posto finale.
Il 6 luglio 2017 ha lasciato il Lyn per trasferirsi in Italia, al Tenax, squadra militante in Serie B dove avrebbe proseguito la carriera di giocatore di calcio a 5.
Il 15 novembre 2017 è stato convocato per l'imminente edizione della Nordic Futsal Cup.
Nel 2018, ha fatto ritorno in Norvegia per giocare nell'Utleira.

## Statistiche

### Presenze e reti nei club
Statistiche aggiornate al 16 novembre 2017.
| Stagione         | Club             | Campionato       | Campionato | Campionato | Coppe nazionali | Coppe nazionali | Coppe nazionali | Coppe continentali | Coppe continentali | Coppe continentali | Supercoppe | Supercoppe | Supercoppe | Totale | Totale |
| Stagione         | Club             | Comp             | Pres       | Reti       | Comp            | Pres            | Reti            | Comp               | Pres               | Reti               | Comp       | Pres       | Reti       | Pres   | Reti   |
| ---------------- | ---------------- | ---------------- | ---------- | ---------- | --------------- | --------------- | --------------- | ------------------ | ------------------ | ------------------ | ---------- | ---------- | ---------- | ------ | ------ |
| 2009             | Byåsen           | 2D               | ?          | ?          | CN              | ?               | ?               | -                  | -                  | -                  | -          | -          | -          | ?      | ?      |
| 2010             | Byåsen           | 2D               | ?          | ?          | CN              | ?               | ?               | -                  | -                  | -                  | -          | -          | -          | ?      | ?      |
| 2011             | Byåsen           | 2D               | ?          | ?          | CN              | ?               | ?               | -                  | -                  | -                  | -          | -          | -          | ?      | ?      |
| 2012             | Byåsen           | 2D               | ?          | ?          | CN              | ?               | ?               | -                  | -                  | -                  | -          | -          | -          | ?      | ?      |
| gen.-ago. 2013   | Byåsen           | 2D               | 11         | 0          | CN              | 2               | 0               | -                  | -                  | -                  | -          | -          | -          | 13     | 0      |
| Totale Byåsen    | Totale Byåsen    | Totale Byåsen    | 11+        | 0+         |                 | 2+              | 0+              |                    | -                  | -                  |            | -          | -          | 13+    | 0+     |
| gen.-ago. 2013   | Frigg            | 2D               | 6          | 0          | CN              | -               | -               | -                  | -                  | -                  | -          | -          | -          | 6      | 0      |
| 2014             | KFUM Oslo        | 2D               | 6          | 1          | CN              | 0               | 0               | -                  | -                  | -                  | -          | -          | -          | 6      | 1      |
| 2015             | KFUM Oslo        | 2D               | 1          | 0          | CN              | 0               | 0               | -                  | -                  | -                  | -          | -          | -          | 1      | 0      |
| Totale KFUM Oslo | Totale KFUM Oslo | Totale KFUM Oslo | 7          | 1          |                 | 0               | 0               |                    | -                  | -                  |            | -          | -          | 7      | 1      |
| 2016             | Lyn              | 3D               | 21         | 0          | CN              | 0               | 0               | -                  | -                  | -                  | -          | -          | -          | 21     | 0      |
| gen.-lug. 2017   | Lyn              | 3D               | 10         | 0          | CN              | 1               | 0               | -                  | -                  | -                  | -          | -          | -          | 11     | 0      |
| Totale Lyn       | Totale Lyn       | Totale Lyn       | 31         | 0          |                 | 1               | 0               |                    | -                  | -                  |            | -          | -          | 31     | 0      |
| Totale           | Totale           | Totale           | 55+        | 1+         |                 | 3+              | 0+              |                    | -                  | -                  |            | -          | -          | 58+    | 1+     |